# Tuʻi Kanokupolu

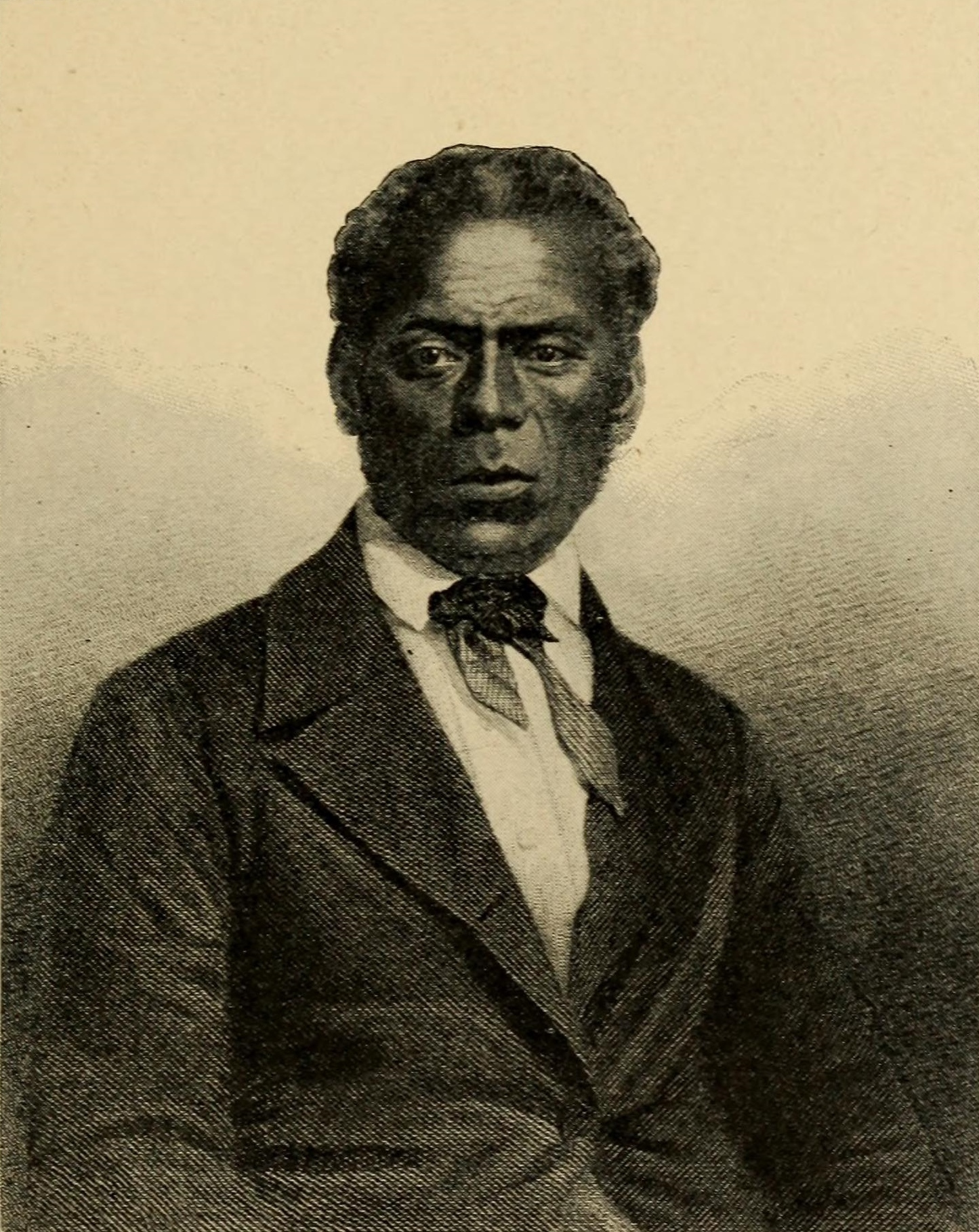
George Tupou I (Taufa'ahau), gravure de John Cochran (1904) - Premier rois des Tonga de la dynastie Tupou

Au royaume des Tonga, le titre de Tuʻi Kanokupolu est détenu par le chef de la famille Tupou, l'actuelle famille royale des Tonga. Kanokupolu est un village du district Hihifo.
La dynastie des Tuʻi Kanokupolu règne sur tout ou partie des Tonga depuis vingt-trois générations.

## Les détenteurs du titre
1. Ngata fut d'abord gouverneur de Hihifo, représentant son père, le Tuʻi Haʻatakalaua Moʻunga ʻo Tonga, vers l'an 1600.
2. Atamataʻila
3. Mataeletuʻapiko fut le premier détenteur officiel du titre; le Tuʻi Kanokupolu était alors assez influent pour pouvoir épouser la fille (ou sœur?) aînée du Tuʻi Tonga.
4. Mataelehaʻamea combattit le Tuʻi Haʻatakalaua Vaea vers 1650, et établit la suprématie de la dynastie Tuʻi Kanokupolu.
5. Vuna
6. Maʻafuʻotuʻitonga
7. Tupoulahi
8. Maealiuaki
9. Tuʻihalafatai, fils de Tupoulahi, semble avoir exercé les pouvoirs de Tuʻi Kanokupolu au moment où l'explorateur britannique James Cook le rencontra en 1777, mais semble ne jamais avoir été officiellement intronisé. Il renonça au titre en 1782 et partit s'installer aux Fidji.
10. Tupoulahisiʻi (1782-1789)
11. Mulikihaʻamea, rapidement renversé par sa nièce
12. Tupoumoheofo, fille de Tupoulahisiʻi, et femme principale du Tuʻi Tonga, Paulaho. Elle parvint à accéder à ce poste traditionnellement réservé aux hommes, mais fut renversée par son cousin Tukuʻaho vers 1793.
13. Mumui, frère de Tupoulahisiʻi et père de Tukuʻaho, il prit le titre de Tuʻi Kanokupolu à la suite de Tupoumoheofo. Déjà âgé, il décéda en 1797.
14. Tukuʻaho (1797-1799). Réputé cruel, il fut assassiné en 1799. Ce meurtre déclencha une guerre civile qui dura un demi-siècle.
15. Maʻafuʻolimuloa, intronisé en 1799, et assassiné quelques heures plus tard. S'ensuivit une période de vacance du titre jusqu'e 1808.
16. Tupoumālohi (1808-1812)
17. Tupoutoʻa (1812-1820), contesté; s'ensuivit une nouvelle vacance du titre.
18. Aleamotuʻa (1827-1845)
19. Tāufaʻāhau (1845-1893), fils de Tupoutoʻa. Il conquit l'ensemble des Tonga, unifiant le pays sous son règne, ce qui lui permit de cumuler les titres, dont celui de Tuʻi Tonga. Dès lors, le titre de Tuʻi Kanokupolu est détenu par le monarque du Royaume des Tonga.
20. Siaosi Tupou II (1893-1918)
21. Sālote Tupou III (1918-1965)
22. Tāufaʻāhau Tupou IV (1965-2006)
23. Siaosi Tupou V (2006-2012)
24. Tupou VI (depuis 2012)